# Vaghodia INA
Vaghodia INA là một thị xã và là một khu vực công nghiệp quy hoạch (industrial notified area) của quận Vadodara thuộc bang Gujarat, Ấn Độ.

## Nhân khẩu
Theo điều tra dân số năm 2001 của Ấn Độ, Vaghodia INA có dân số 961 người. Phái nam chiếm 67% tổng số dân và phái nữ chiếm 33%. Vaghodia INA có tỷ lệ 68% biết đọc biết viết, cao hơn tỷ lệ trung bình toàn quốc là 59,5%: tỷ lệ cho phái nam là 80%, và tỷ lệ cho phái nữ là 44%. Tại Vaghodia INA, 10% dân số nhỏ hơn 6 tuổi.